# The Hindu
The Hindu ("El hindú" en inglés) es un periódico en lengua inglesa de tirada diaria que se publica en la India desde 1878. Con una circulación de 1,46 millones, es el segundo periódico en inglés más vendido del país tras el Times of India y por delante de The Economic Times. Tiene su sede central en Chennai y es especialmente popular en el sur del país. The Hindu se convirtió en 1995 en el primer periódico indio en tener edición digital.